# アーディル・スルターン
アーディル・スルターン（? - 1370年）は、西チャガタイ・ハン国の君主（在位:1366年 - 1370年）。ドゥアの子ゴンチェクの曾孫。父は第25代当主のムハンマド。

## 生涯
ムハンマドの子として生まれる。
1366年、ティムールと西トルキスタンの覇権を争うフサインに傀儡として擁立される。
1370年にフサインがティムールに敗北してバルフで処刑された時に処刑された。